# 4787 Shulʹzhenko
4787 Shulʹzhenko este un asteroid din centura principală, descoperit pe 6 septembrie 1986 de Liudmila Juravliova.